# Heterochroma bellona
Heterochroma bellona là một loài bướm đêm trong họ Noctuidae.